# هيكتور غارسيا
هيكتور غارسيا (مواليد 1 نوفمبر 1991) هو ملاكم من جمهورية الدومينيكان، مثّل بلاده في الألعاب الأولمبية الصيفية 2016.

## روابط خارجية
هيكتور غارسيا على موقع بوكس ريك (الإنجليزية) (registration required)
- هيكتور غارسيا على موقع اللجنة الأولمبية الدولية (الإنجليزية)
- هيكتور غارسيا على موقع أوليمبيديا (الإنجليزية)